# Systenus slovaki
Systenus slovaki är en tvåvingeart som beskrevs av Olejnicek och Kozanek 1997. Systenus slovaki ingår i släktet Systenus och familjen styltflugor. Inga underarter finns listade i Catalogue of Life.